# 維特里烏斯
奧魯斯·維特里烏斯·日耳曼尼庫斯（拉丁語：Aulus Vitellius Germanicus，15年9月24日—69年12月20日），或譯維鐵里烏斯，羅馬帝國的皇帝之一。在69年的「四帝之年」中，他的部隊擊敗了皇帝奧托，奧托自殺，維提里烏斯進入羅馬城，成了該年的第三位皇帝。但在69年年底，支持維斯帕先的部隊進入羅馬，維提里烏斯兵敗被殺。

## 早年生活
維提里烏斯的祖父普布里烏斯出身於羅馬的騎士階級，曾任奧古斯都的管家；他的父親魯基烏斯在克勞狄烏斯皇帝時曾擔任執政官。
維提里烏斯本人在與皇室關係良好的環境下長大，並與皇帝尼祿十分親近。相傳尼祿在為自己舉辦的賽會「尼祿尼亞」時，曾怯場而不敢在眾人面前表演豎琴，維提里烏斯以「代表人民的強烈懇求」，請尼祿回到劇場演奏。
維提里烏斯在48年就任執政官，60年就任阿非利加行省長官，後來又回到羅馬任營造官的職位。他在行省任內表現得十分廉潔，但在首都時卻以銅錫合金偷代了神廟的金銀飾品。維提里烏斯的個性隨和、待人慷慨、不拒絕別人的請求，具有一定的名聲；但他也有當時一般貴族子弟的奢華惡習，以致於他經常債台高築。
加爾巴在68年尼祿自殺之後成為帝國皇帝。維提里烏斯在出於眾人意料之外的情況下，被加爾巴任命為下日耳曼行省的長官，維提里烏斯在68年12月到達日耳曼地區赴任。69年1月，下日耳曼軍團拒絕按照習俗向羅馬的加爾巴皇帝宣誓效忠。士兵們在黃昏時闖入長官臥室，將剛就任的維提里烏斯拖出，以高聲歡呼擁立他為皇帝。原先不滿加爾巴的上日耳曼軍團，後來也決定向他宣誓效忠，於是維提里烏斯就在眾人的簇擁之下，同意以「日耳曼尼庫斯」的頭銜稱帝。

## 帝國內戰
維提里烏斯安定了日耳曼的事務之後，便向羅馬進軍。他將部隊分成三部分，由凱奇納與瓦倫斯分別率日耳曼軍團的主力進軍羅馬，他自己則進入高盧作為後援部隊。與此同時，加爾巴被殺，奧托稱帝。奧托曾派遣使者與維提里烏斯會談，希望能夠避免交戰，但雙方最後則是不歡而散。69年4月，維提里烏斯派的軍隊在貝德里亞庫姆戰役中獲勝，奧托自殺。6月，維提里烏斯進入羅馬城，受元老院的承認，成為羅馬帝國的皇帝。

## 皇帝維提里烏斯
維提里烏斯就任帝國皇帝後，以近衛軍曾經支持奧托殺害加爾巴的理由，解散了駐紮在羅馬的近衛大隊。他進城之後，縱容自己的日耳曼軍團士兵與同盟輔助兵的殘暴劫掠，引發羅馬人民的不滿。他的胸襟狹窄，以各種理由迫害了過去的債權人。他無心政務，安排自己親信出任政府要務，甚至指定好未來十年之間的官員。
維提里烏斯特別貪好飲食。他經常一天分四次飲宴：早宴、午宴、晚宴和長夜飲宴。他在食物入口之後，再服用催吐劑吐出，所以可以不斷地讓自己享受每一次的豪華盛宴。他派人在帝國境內搜尋各式美食，海魚肝、野雞和孔雀的腦髓、紅鶴的舌頭和鱔魚的奶汁，他都十分喜好。老普林尼在《自然史》中記載，連他所使用的每只銀盤價值，都達到百萬塞斯特斯（帝國時代的銅幣單位）。而塔西佗则怒斥说他根本就是一头猪。

## 敗亡
69年7月，東方行省擁立維斯帕先為皇帝，威脅維提里烏斯的皇位。10月，在第二次貝德里亞庫姆戰役中，維提里烏斯的軍隊失敗，首都羅馬告急。維提里烏斯希望透過維斯帕先的同母兄長薩賓努斯——當時他出任首都的警備長官，與對方談判，以有條件的遜位，來換取他自身的安全。維提里烏斯同時希望利用薩賓努斯與維斯帕先兩兄弟的矛盾，變成三巨頭彼此互相牽制的新局面。但維提里烏斯卻反覆無常，加上退隱的意願不強，他在公開對自己士兵們宣布放棄皇位時，士兵們鼓噪抗議，堅決擁護他的權位。維提里烏斯滿臉淚水，猶豫不決，繼而表明他願意接受「凱撒」的稱號。隔天，他的軍官突然進攻薩賓努斯的衛隊，將他們圍困在卡庇托里上的朱庇特神廟。燒毀神廟並殺害薩賓努斯全家，從此斷絕了和談的可能性。
69年12月，支持維斯帕先的將領安托尼烏斯攻入羅馬，維特里烏斯逃往帕拉提诺神殿但無濟於事。他被俘虜後拖到羅馬城周圍遊街並斬首示眾，屍體被曝曬在臭名昭著的卡匹托利欧山悬崖边的台阶上。他的家属也全部遭到屠戮。
1. ↑  Suetonius Vitellius 3: "was born on the eighth day before the Kalends of October [24 September], or according to some, on the seventh day before the Ides of September [7 September]". 24 September is generally the most accepted date.[1]
2. ↑  Tacitus (III) records the defection of his troops on 18 December and the taking of the capitol the following day. Cassius Dio (64.22) indicates that he died a day later, although his calculations indicate that he died on the 22nd, not 20.